# Smučarski skoki na Zimskih olimpijskih igrah 1964
Smučarski skoki na Zimskih olimpijskih igrah 1964. Olimpijska prvaka sta postala Veikko Kankkonen, na manjši skakalnici, in Toralf Engan, na večji.

## Rezultati

### Manjša skakalnica K90
| Poz | Skakalec           | Točke |
| --- | ------------------ | ----- |
| 1   | Veikko Kankkonen   | 229.9 |
| 2   | Toralf Engan       | 226.3 |
| 3   | Torgeir Brandtzæg  | 222.9 |
| 4   | Josef Matouš       | 218.2 |
| 5   | Dieter Neuendorf   | 214.7 |
| 6   | Helmut Recknagel   | 210.4 |
| 7   | Kurt Elimä         | 208.9 |
| 8   | Hans Olav Sørensen | 208.6 |

### Večja skakalnica K120
| Poz | Skakalec            | Točke |
| --- | ------------------- | ----- |
| 1   | Toralf Engan        | 230.7 |
| 2   | Veikko Kankkonen    | 228.9 |
| 3   | Torgeir Brandtzæg   | 227.2 |
| 4   | Dieter Bakeloh      | 214.6 |
| 5   | Kjell Sjöberg       | 214.4 |
| 6   | Aleksander Ivanikov | 213.3 |
| 7   | Helmut Recknagel    | 212.8 |
| 8   | Dieter Neuendorf    | 212.6 |